# Mariposa (navire, 1953)
Pour les autres navires du même nom, voir Mariposa.
Le Mariposa est un cargo construit en 1952 par les chantiers Bethlehem Steel de Quincy sous le nom de Pine Tree Mariner pour la compagnie Matson Navigation. En 1956, il est transformé en navire de croisière et devient le Mariposa. Il change encore deux fois de nom, puis est détruit à Alang en 1996.

## Histoire
Le Pine Tree Mariner, cargo, a été construit en 1952 aux chantiers Bethlehem Steel de Quincy pour la compagnie Matson Navigation ; de type C4-S-1a, il est issu d'un design de l'Administration maritime des États-Unis (MARAD). En 1956, la Matson Navigation l'envoie aux chantiers de Willamette Iron & Steel Corporation, à Portland, afin de le faire transformer pour le transport de passagers. Quelques mois plus tard, le navire est rendu à la compagnie d'origine et devient le Mariposa. Il est remis en service en 1957 avec son jumeau, le Monterey, entre San Francisco, Honolulu, Auckland et Sydney.
En 1971, la Matson Navigation vend le Mariposa et le Monterey à la Pacific Far East Line. Il effectue des croisières sur l'océan Pacifique, mais ils sont désarmés en 1978 lorsque l'État arrête ses subventions.
En 1979, le Mariposa est vendu à la compagnie President World Airways qui lui fait effectuer des croisières au départ de San Francisco. En novembre 1980, le navire est remorqué au Japon. Il arrive en janvier 1981, puis il est revendu à la Pacific Far East Line. En 1983, il est acheté par la compagnie China Ocean Shipping le renomme Jin Jiang et le met en service entre Shanghai et Hong Kong. En 1992, le Jin Jiang est renommé Queen of Jun Jiang. L'année suivante, il devient le Heng Li. En 1996, le navire est vendu à la casse et envoyé à Alang, où il est détruit.